# Нойгюттен (Рейнланд-Пфальц)
Нойгюттен (нім. Neuhütten) — громада в Німеччині, розташована в землі Рейнланд-Пфальц. Входить до складу району Трір-Саарбург. Складова частина об'єднання громад Гермескайль.
Площа — 10,50 км2. Населення становить 733 ос. (станом на 31 грудня 2020).